# Anil Kaul
Anil Kaul (* 25. Dezember 1964 in Amritsar) ist ein kanadischer Badmintonspieler indischer Herkunft. 

## Karriere
Anil Kaul nahm 1992 und 1996 an Olympia teil. Als beste Platzierung erreichte er dabei einen neunten Rang im Herrendoppel 1992.
Bei den Panamerikaspielen gewann er 1995 Gold im Doppel und Silber im Mixed.

## Sportliche Erfolge
| Saison  | Veranstaltung                 | Disziplin    | Platz | Name                      |
| ------- | ----------------------------- | ------------ | ----- | ------------------------- |
| 1988/89 | Kanada: Einzelmeisterschaften | Mixed        | 1     | Anil Kaul / Denyse Julien |
| 1991    | Kanada: Einzelmeisterschaften | Mixed        | 1     | Anil Kaul / Si-an Deng    |
| 1992    | Olympia                       | Herreneinzel | 17    | Anil Kaul                 |
| 1992    | Olympia                       | Herrendoppel | 9     | Anil Kaul / David Humble  |
| 1992    | Kanada: Einzelmeisterschaften | Mixed        | 1     | Anil Kaul / Si-an Deng    |
| 1995    | Panamerikameisterschaft       | Herrendoppel | 1     | Anil Kaul / Iain Sydie    |
| 1995    | Panamerikaspiele              | Mixed        | 2     | Anil Kaul / Si-an Deng    |
| 1995    | Panamerikaspiele              | Herrendoppel | 1     | Anil Kaul / Iain Sydie    |
| 1995    | Kanada: Einzelmeisterschaften | Herrendoppel | 1     | Anil Kaul / Iain Sydie    |
| 1996    | Olympia                       | Mixed        | 17    | Anil Kaul / Si-an Deng    |
| 1996    | Kanada: Einzelmeisterschaften | Herrendoppel | 1     | Anil Kaul / Iain Sydie    |